# Colette Cauvin
Colette Cauvin ou Colette Cauvin-Reymond, née le 1er avril 1944 à Draguignan, est une géographe et cartographe française. Sa carrière est marquée par l'informatisation de la géographie et de la cartographie, à laquelle elle participe tout en y apportant un regard critique, et par son engagement dans le développement de la géographie quantitative en France. Elle diffuse les techniques de l'Américain Waldo Tobler, dont la régression bidimensionnelle, et apporte des compléments en analyse spatiale. Ses travaux connaissent un large écho en étant appliqués dans des études, par exemple pour la SNCF et la DATAR. Elle développe les anamorphoses cartographiques auxquelles son nom est rattaché en France et participe à la diffusion des cartes piézoplèthes conçues par Charles Schneider. Colette Cauvin formalise partiellement la géographie de la perception, propose le concept d'« espace fonctionnel » et travaille sur les cartes cognitives. Ses travaux visent aussi bien à explorer de nouvelles manières de représenter les données géographiques que d'étudier leurs limites.

## Biographie
Colette Cauvin naît le 1er avril 1944 à Draguignan et fait une partie de ses études secondaires à Metz,. Passionnée par les mathématiques, elle n'en voit néanmoins pas les applications pratiques. Elle se lance donc dans des études en géographie qu'elle conçoit comme un bon équilibre entre parcours littéraire et scientifique. Peu attirée par les concours et les métiers de l'enseignement secondaire, elle choisit d'entrer pour cette raison en 1963 à la Faculté de Strasbourg. Grâce aux systèmes des licences libres, elle y suit un cursus ouvert de géographie et de cartographie et a pour professeure Sylvie Rimbert. Elle se consacre dans un premier temps à la géographie rurale en Afrique tropicale où elle mobilise les mathématiques économiques,. Elle se spécialise ensuite en géographie cognitive et en géographie quantitative jusqu'à son doctorat d'État en 1984 puis soutient son habilitation à diriger des recherches en 1985. C'est lors d'un détachement pour ces recherches en 1981 et 1982 à l'Université de l'Alberta et à l'université de Californie à Santa-Barbara qu'elle approfondit ses connaissances des travaux de Waldo Tobler et de Reginald Golledge (en),,.
La majorité de sa carrière se déroule à l'Université de Strasbourg, où elle développe avec Sylvie Rimbert et Henri Reymond des thématiques de recherches originales en géographie quantitative et en cartographie dans un contexte où Paris est la référence,. Elle met en place peu à peu des cours de géographie quantitative et de cartographie analytique à l'université de Strasbourg. Membre du laboratoire de géographie humaine de Strasbourg, Colette Cauvin en devient la directrice en 1991, avant de créer le laboratoire Image et Ville en 1995 et d'en prendre la direction,. Depuis 2004, elle est professeure honoraire.

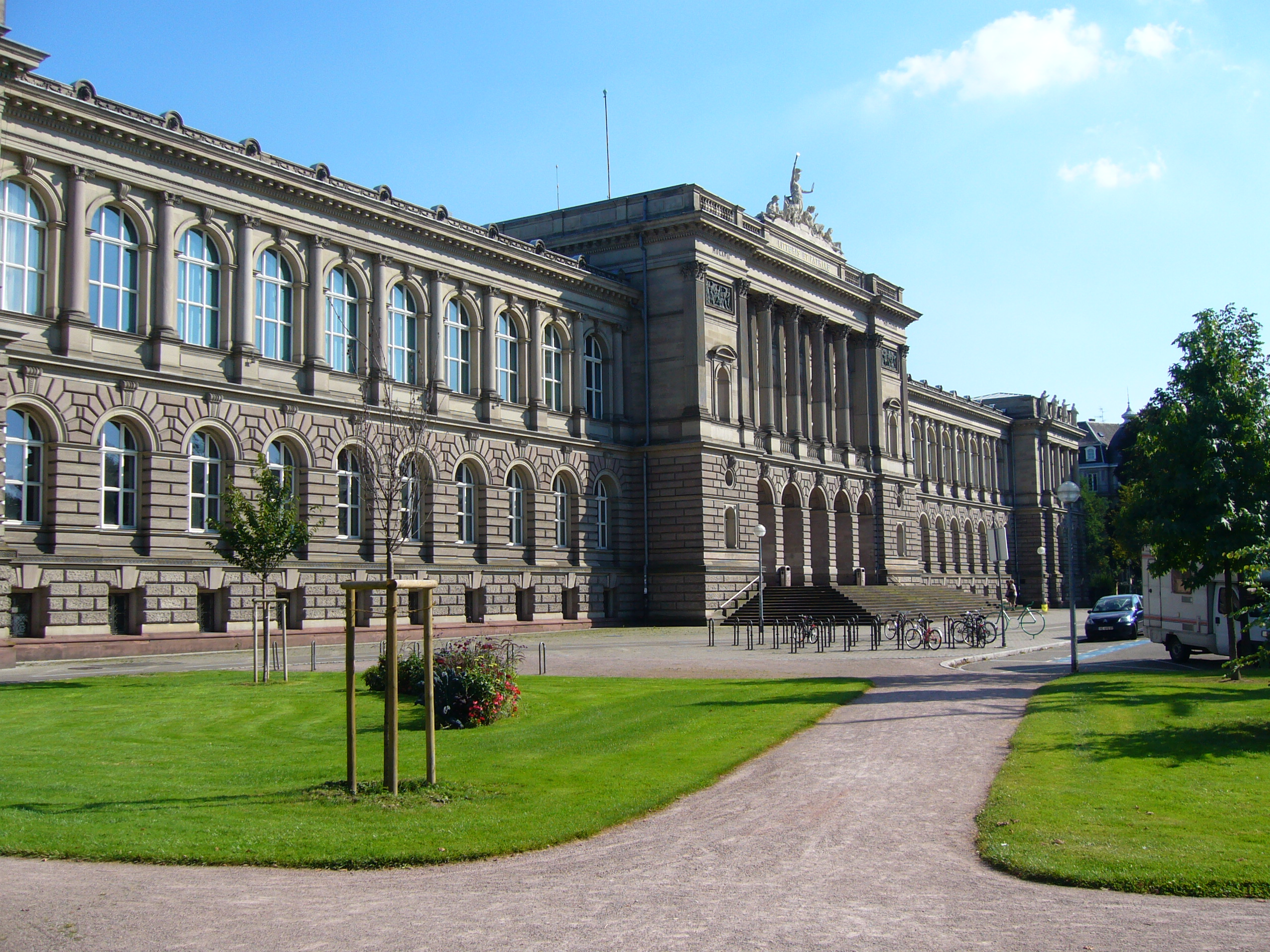
Le Palais Universitaire de l'Université de Strasbourg
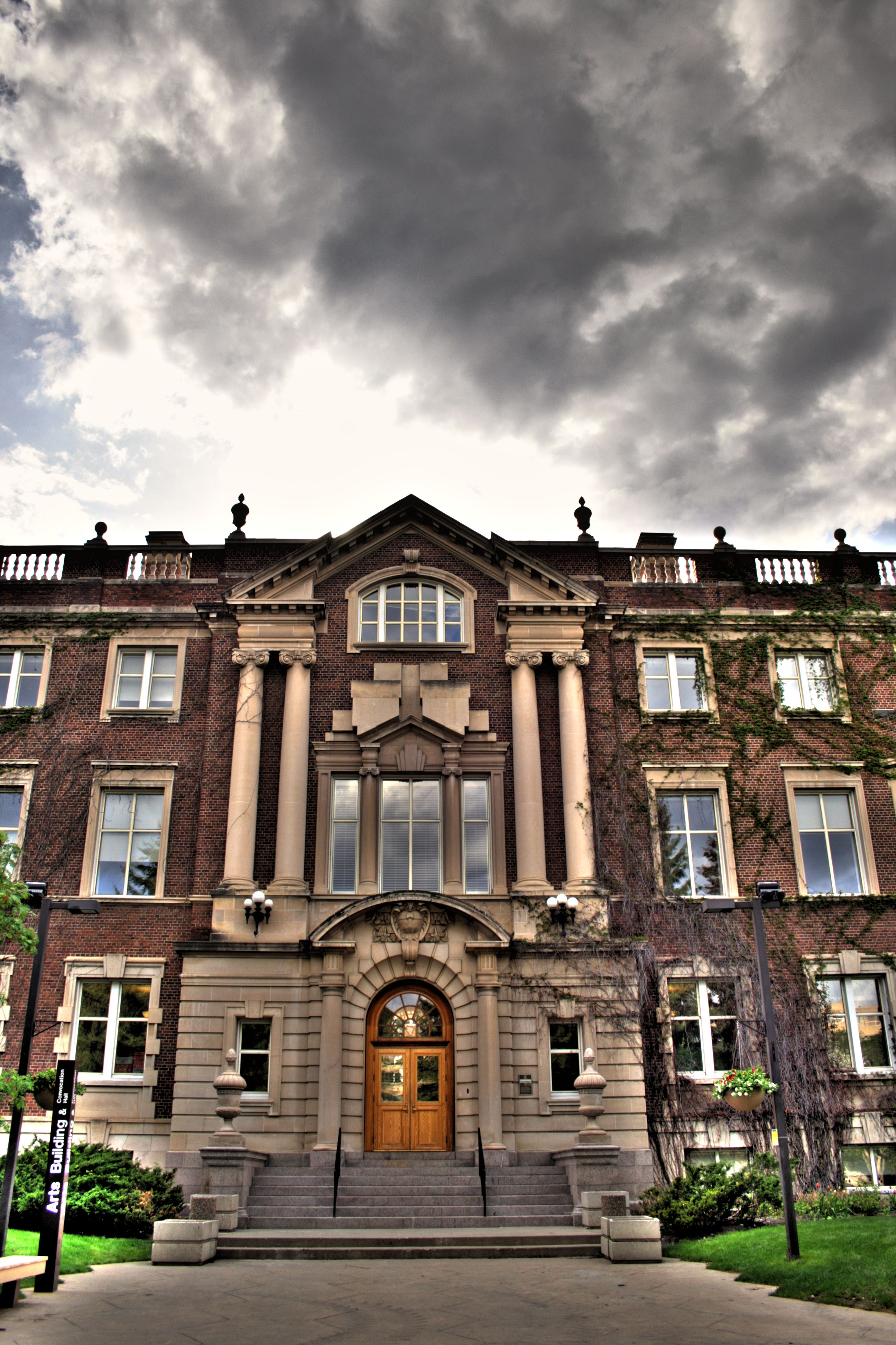
Université de l'Alberta
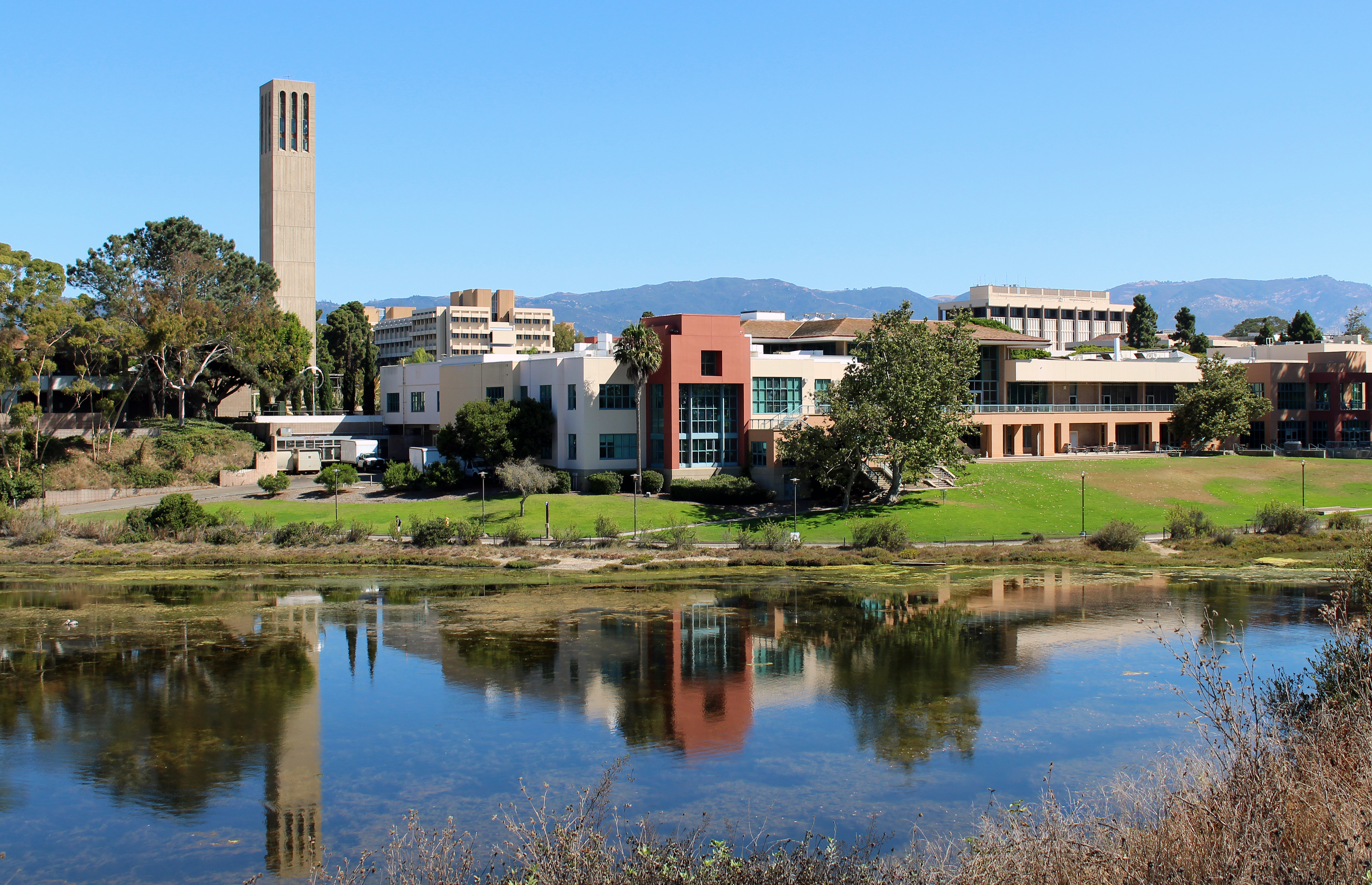
L'Université de Californie à Santa Barbara

## Travaux
Les travaux de Colette Cauvin s'inscrivent d'abord dans les champs de la cartographie, ensuite dans la géographie théorique et quantitative et enfin dans la géographie de la perception.
Au début de sa carrière, elle décompose des cartes avec des calques. En deux décennies, après 1980, une fois les problèmes de coûts, de lourdeur et de complexité résolus, le traitement des données se dématérialise,. Colette Cauvin accompagne l'informatisation de la cartographie, explore ses pistes tout en pointant ses limites, comme le fait que tout le monde puisse créer une image cartographique sans respecter ses règles de construction,.

### Apport à la géographie quantitative
Dans un contexte où les ordinateurs permettent de traiter et analyser de plus en plus de données, Colette Cauvin prend part à la révolution théorique et quantitative. Comme de nombreuses personnes dans cette spécialité, elle se forme aux statistiques et aux mathématiques, peu présentes dans le cursus de géographie classique,.
En 1976, Colette Cauvin et Sylvie Rimbert publient un premier livre d'analyse spatiale avec une synthèse de différents indices permettant de décrire une forme géométrique fermée, comme une commune. Elles en pointent les limites : ces indices, issus de la géographie, de la physique, de la biologie, des mathématiques etc. ont pour objectif la comparaison avec des formes classiques en géométrie (carré, cercle, ellipse…). Conséquence, pour des formes géographiques différentes, on peut obtenir en résultat un même indice : « la forme est très difficile à mesurer »,.
Colette Cauvin montre l'intérêt des anamorphoses pour la démographie ou les cartes électorales qui permettent à l'œil de mieux percevoir la répartition géographique et le poids de la population votante,,.
.

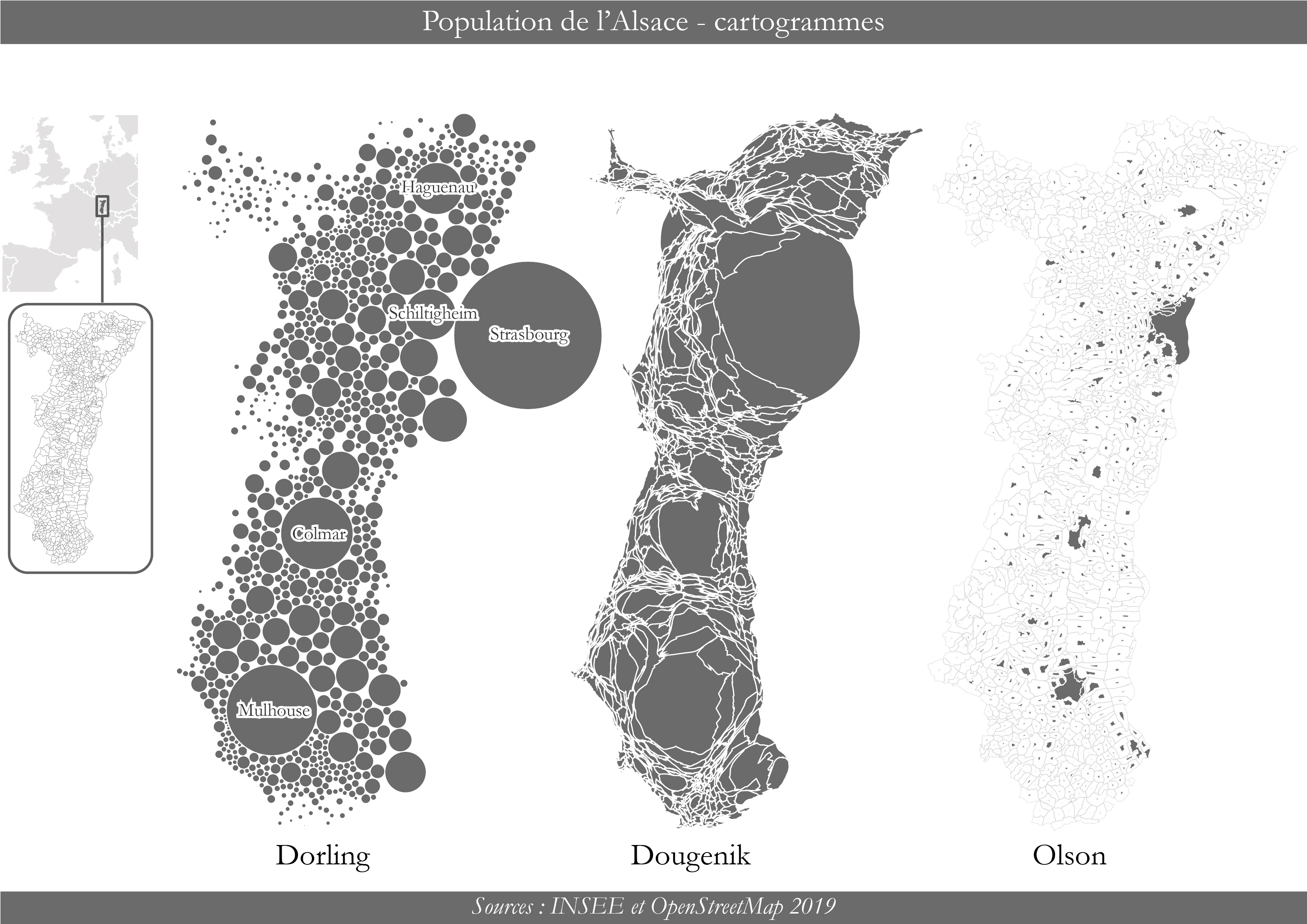
Trois exemples d'anamorphoses de population en Alsace

Colette Cauvin et Henri Reymond en pointent aussi les cas d'usages et les limites, en fonction de la répartition des données mais aussi les difficultés de lecture de ce type de carte,. Cette cartographie offre ainsi la possibilité de faire surgir des relations sous-jacentes ou d’extraire des caractéristiques non visibles directement. Les travaux en accessibilité que Colette Cauvin développe avec Henri Reymond à partir de 1982 révèlent les apports de cette cartographie : les anamorphoses associées permettant de visualiser l'impact des changements introduits par les nouveaux modes de transports.
.

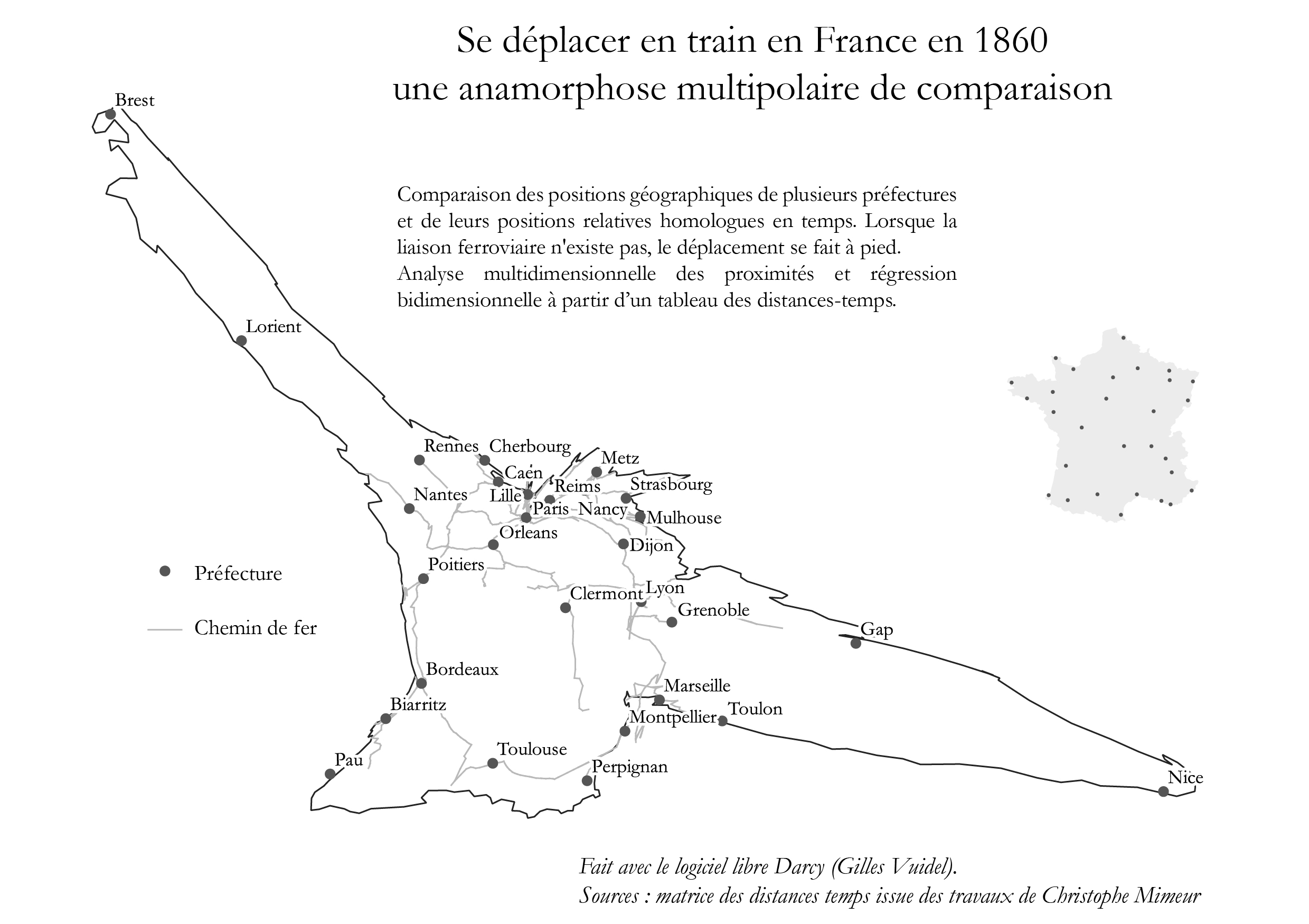
Exemple de l'impact du chemin de fer dans la diminution des temps de trajets grâce à une anamorphose, carte faite avec le logiciel Darcy

Elle participe à la diffusion des cartes piézoplèthes conçues par Charles Schneider et publiées dans un article scientifique en 1989. La carte piezoplèthe (du grec piézo, force ou pression) est adaptée des calculs de résistance des matériaux en physique et de celle des structures en génie civil.

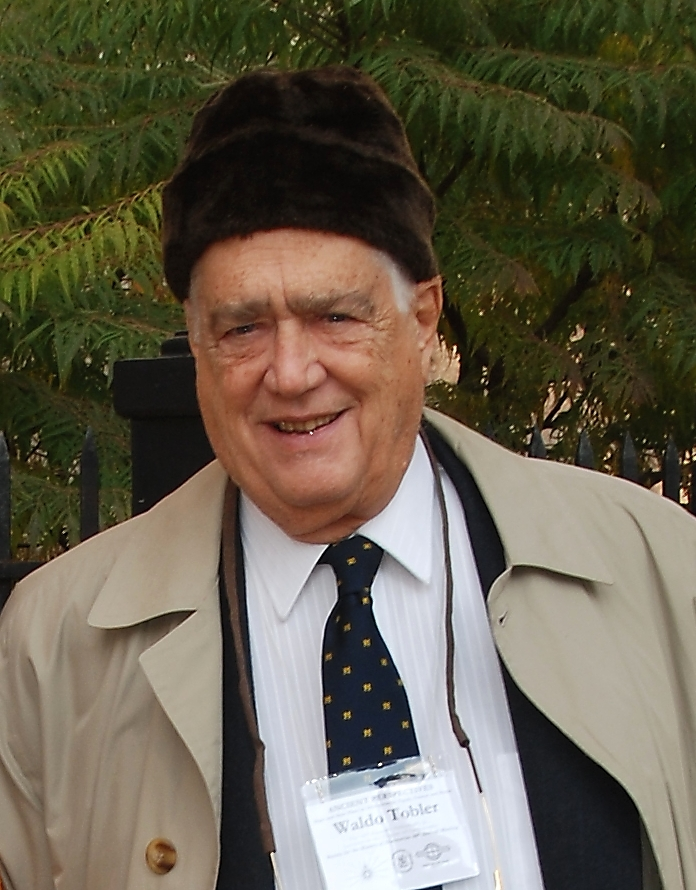
Le géographe Waldo Tobler

En 1984, dans le cadre de sa thèse, Colette Cauvin mobilise la comparaison de cartes par régression bidimensionnelle, une méthode créée par Waldo Tobler,. Cette technique cartographique, inspirée des travaux de D'Arcy Thompson sur les formes, permet de comparer deux surfaces homologues entre elles. Appliquée à la cartographie, elle permet de comparer des points dans un espace géographique aux points correspondants dans un autre domaine (temps de parcours, intensité des échanges), ce qui conduit à une déformation de l'espace géographique initial,. L'espace traduit alors les distances-temps et non plus les distances géographiques. Colette Cauvin étudie les travaux de Waldo Tobler puis présente pour la première fois en France ces modèles mis au point par le chercheur. Elle diffuse la méthode en France et applique à l'analyse spatiale ces différentes pratiques de la cartographie transformationnelle,.

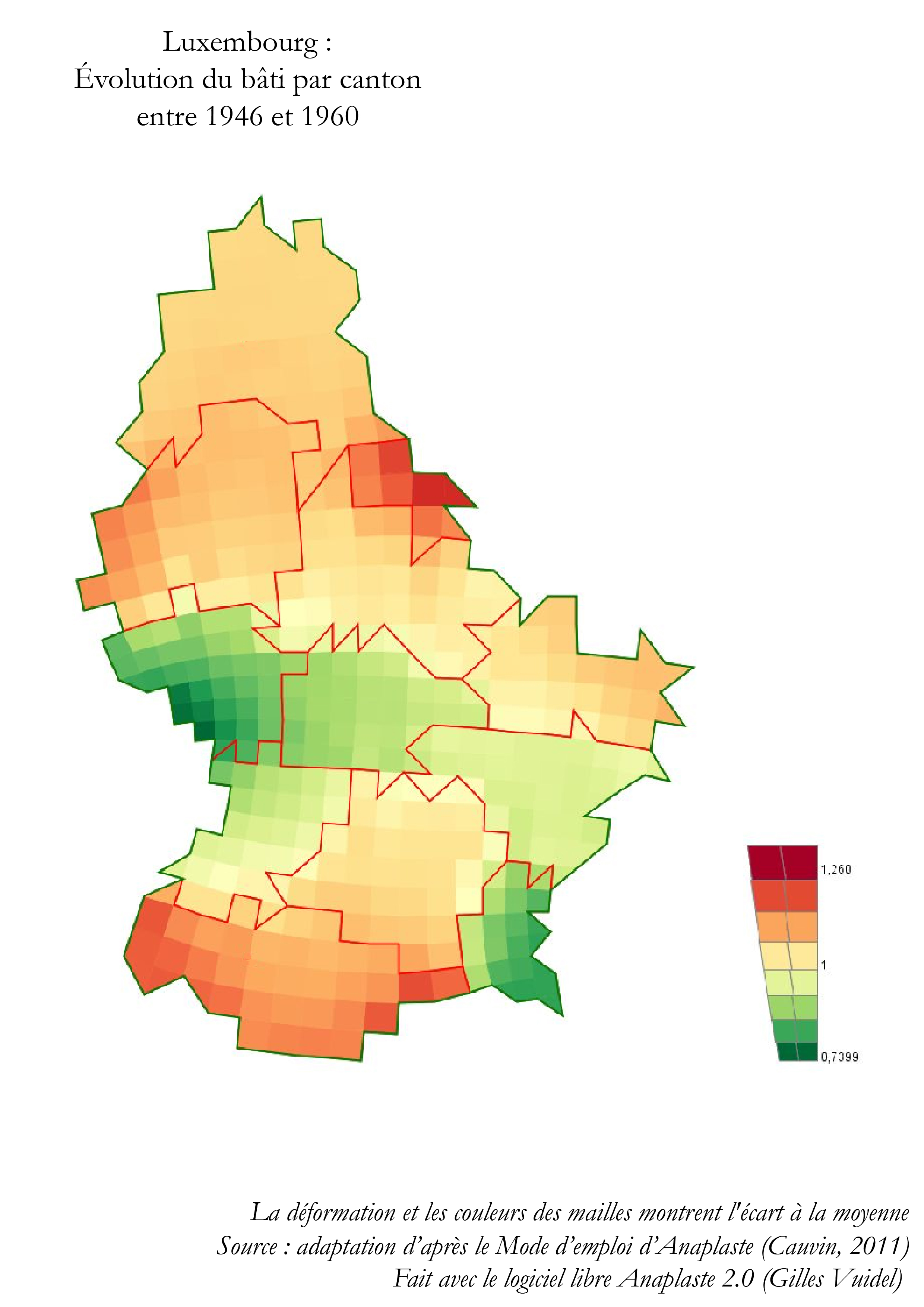
Exemple de carte piézoplèthe sur le bâti du Luxembourg, faite avec le logiciel libre Anaplaste

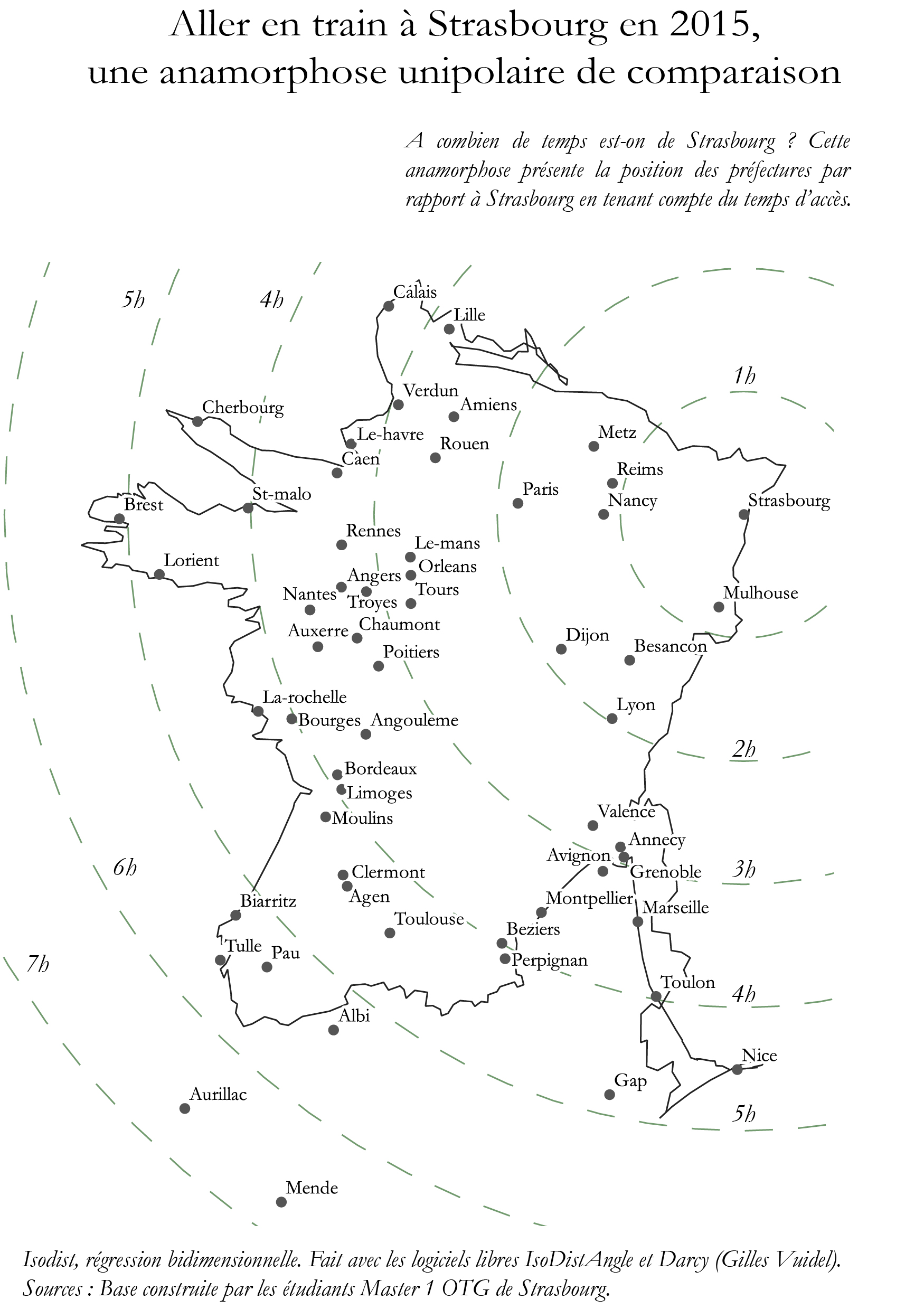
Exemple de régression bidimensionnelle (unipolaire), carte faite avec les logiciels IsoDistAngle et Darcy

Avec l'objectif d'une meilleure communication du message cartographique, ces transformations cartographiques sont mobilisées par les directions de l'aménagement ou par la DATAR pour montrer les gains de temps de parcours grâce au TGV,,. Elles font l'objet d'une large diffusion au sein de la SNCF et dans la presse,. « Tortionnaires » de cartes selon Jean-Christophe Gay, ces anamorphoses sont aussi proposées dans l'Atlas de France du GIP RECLUS. Une synthèse des travaux et de la manière de représenter les données est détaillée avec un aspect critique dans les cinq tomes de Cartographie thématique,.
Ces réalisations sont possibles grâce à l'informatique (comme SYMAP, premier programme de cartographie assisté par ordinateur). Pour pouvoir produire ces nouveaux genres de cartes, l'équipe de Colette Cauvin participe au développement de logiciels spécifiques dont Colette Cauvin rédige les notices (Anaplaste, Darcy,…),,,.
Les recherches de Colette Cauvin sur la visualisation des données numériques par des transformations cartographiques, ainsi que leur originalité, font l'objet d'une forte reconnaissance en France en associant son nom aux anamorphoses,,,.

#### Épistémologie de la géographie quantitative
Colette Cauvin effectue une étude sur la diffusion de la géographie théorique et quantitative française qui s'est en premier développée au nord-est d'une ligne allant de Montpellier à Rennes.

### Apport à la géographie de la perception
Colette Cauvin formalise partiellement la géographie de la perception et la développe grâce aux apports de la psychologie dans la géographie cognitive,. Elle étudie les représentations de la ville par les habitants et les habitantes, c'est-à-dire l'espace subjectif, pour comprendre leurs comportements et leurs ressentis. Elle montre que notre espace cognitif est construit non seulement grâce à notre expérience du terrain, mais aussi par des éléments extérieurs, comme des lectures ou lors de conversations avec d'autres personnes. Elle nomme « espaces fonctionnels » une sélection de lieux où s'effectuent des mouvements et des déplacements qui ont pour but de permettre l'accomplissement d'une action. Cette sélection dépend des caractéristiques et de l'expérience personnelle des individus. Ces lieux n'ont pas toujours été parcourus, mais on peut les connaître grâce à différentes croyances et informations obtenues de manière indirecte. Leur connaissance est donc tout autant individuelle que collective. Grâce à la régression bidimensionnelle, Colette Cauvin compare cet espace fonctionnel à l'espace géographique.

Colette Cauvin montre aussi qu'avec les GPS, nous sommes concentrés sur le seul trajet et privés des points de repères et de la vision complète de l'environnement qu'offre une carte géographique : les lieux ne sont plus reliés aux autres dans notre esprit. 

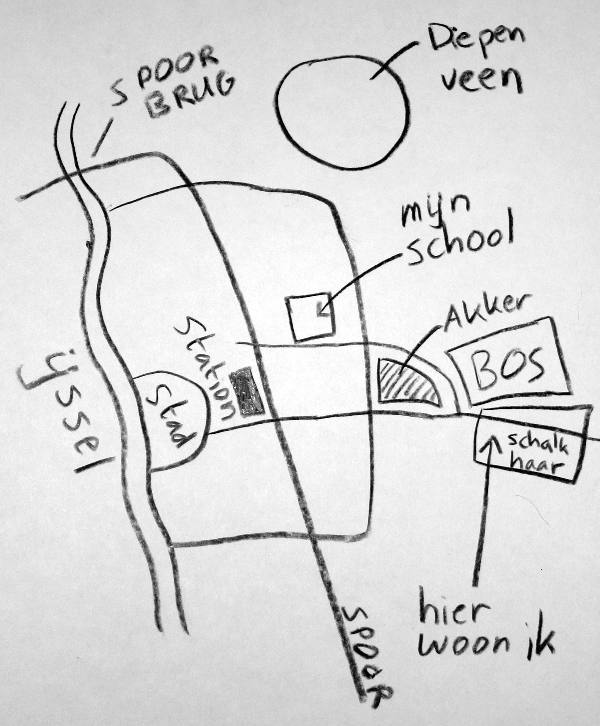
Exemple de carte cognitive

Elle explore la perception de l'espace de différents publics (enfants) et utilise les cartes cognitives. Ces dernières sont réalisées par les personnes dont on cherche à identifier et expliquer la connaissance de l'espace. Sur ces cartes, plus l'espace à dessiner est proche, plus sa place sur la carte est importante ; au contraire les espaces lointains sont vagues et petits, ce qui rapproche les cartes mentales des anamorphoses. En fonction de ce qui est, ou pas, représenté, on peut ainsi identifier les filtres de perception. Cela l'amène à travailler sur cette thématique avec Henri Reymond et à l'appliquer avec son équipe à plusieurs projets sur les villes. Colette Cauvin pointe toutefois les différentes problématiques d'interprétation de ces cartes cognitives : la recherche doit différencier la connaissance de l'espace et la compétence à en rendre compte par les personnes qui réalisent la carte.

## Publications

### Ouvrages
- Colette Cauvin, Abdelaziz Serradj et Francisco Escobar, Cartographie thématique. 1, Une nouvelle démarche, Hermes Science, impr. 2007 (ISBN 978-2-7462-1252-7, OCLC 493753431)
- Colette Cauvin, Abdelaziz Serradj et Francisco Escobar, Cartographie thématique. 2, Des transformations incontournables, Hermes Science, impr. 2007 (ISBN 978-2-7462-1252-7, 2-7462-1252-8 et 978-2-7462-1536-8, OCLC 493811155, lire en ligne)
- Colette Cauvin, Abdelaziz Serradj et Francisco Escobar, Cartographie thématique. 3, Méthodes quantitatives et transformations attributaires, Hermes Science, impr. 2008 (ISBN 978-2-7462-1252-7, 2-7462-1252-8 et 978-2-7462-1884-0, OCLC 494912137, lire en ligne)
- Colette Cauvin, Abdelaziz Serradj et Francisco Escobar, Cartographie thématique. 4, Des transformations renouvelées, Hermes Science, impr. 2008 (ISBN 978-2-7462-1252-7, 2-7462-1252-8 et 978-2-7462-2207-6, OCLC 494911729, lire en ligne)
- Colette Cauvin, Abdelaziz Serradj et Francisco Escobar, Cartographie thématique. 5, Des voies nouvelles à explorer, Hermes Science, impr. 2008 (ISBN 978-2-7462-1252-7, 2-7462-1252-8 et 978-2-7462-2208-3, OCLC 494910604, lire en ligne)
- Colette Cauvin, Jacky Hirsch Louis-Jean) et Henri Reymond, L'Espacement des villes : théorie des lieux centraux et analyse spectrale, Éd. du Centre national de la recherche scientifique, 1985 (ISBN 2-222-03651-8 et 978-2-222-03651-7, OCLC 416935960, lire en ligne)
- Colette Cauvin, Francisco Escobar et Aziz Serradj, Thematic cartography, thematic cartography and transformations, Wiley-ISTE, 2013 (ISBN 978-1-118-61951-3 et 1-118-61951-X, OCLC 1103921278, lire en ligne)
- Colette Cauvin, Aziz Serradj et Francisco Escobar, Cartography and the impact of the quantitative revolution, ISTE, 2010 (ISBN 978-1-118-58711-9, 1-118-58711-1 et 978-1-118-55812-6, OCLC 827208475, lire en ligne)
- Henri Reymond, Colette Cauvin et Richard Kleinschmager, L'espace géographique des villes : pour une synergie multistrates, Anthropos, 1998 (ISBN 2-7178-3704-3 et 978-2-7178-3704-9, OCLC 301599145, lire en ligne)
- Colette Cauvin, La perception des distances en milieu intra-urbain : une première approche, Editions du CDSH, 1984 (ISBN 2-7359-0012-6 et 978-2-7359-0012-1, OCLC 17385969, lire en ligne)
- Colette Cauvin et Sylvie Rimbert, La lecture numérique des cartes thématiques, Éditions universitaires de Fribourg, 1976 (ISBN 2-8271-0109-2 et 978-2-8271-0109-2, OCLC 3391493, lire en ligne)

### Articles
- Colette Cauvin et Charles Schneider, « Cartographic transformations and the piezopleth maps method », The Cartographic Journal, vol. 26, no 2,‎ 1er décembre 1989, p. 96–104 (ISSN 0008-7041, DOI 10.1179/caj.1989.26.2.96, lire en ligne, consulté le 7 mai 2022)
- Colette Cauvin, « Pour une approche de la cognition spatiale intra-urbaine », Cybergeo: European Journal of Geography,‎ 27 janvier 1999 (ISSN 1278-3366, DOI 10.4000/cybergeo.5043, lire en ligne, consulté le 7 mai 2022)
- Colette Cauvin, « Au sujet des transformations cartographiques de position », Cybergeo: European Journal of Geography,‎ 14 janvier 1997 (ISSN 1278-3366, DOI 10.4000/cybergeo.5385, lire en ligne, consulté le 7 mai 2022)
- Colette Cauvin et Henry Reymond, « Interaction spatiale et cartographie : les solutions de W. Tobler », Espace Populations Sociétés, vol. 9, no 3,‎ 1991, p. 467–485 (DOI 10.3406/espos.1991.1489, lire en ligne, consulté le 7 mai 2022)

### Préface
- Communication cartographique : Sémiologie graphique, sémiotique et géovisualisation  (préf. Colette Cauvin), ISTE group, 2021 (ISBN 9781789480917, lire en ligne), p. 1-5

## Exposition
- « Des cartes à la carte », exposition itinérante présentée à Strasbourg début 2010, puis à Paris (colloque international de cartographie en 2011), Besançon, Luxembourg et à Alcalá de Henares en Espagne[43]. Elle présente notamment les cartes publiées dans les cinq tomes de Cartographie thématique et fait l'objet d'une traduction en anglais[44].